# Anemonia antilliensis
Anemonia antilliensis är en havsanemonart som beskrevs av Ferdinand Albin Pax 1924. Anemonia antilliensis ingår i släktet Anemonia och familjen Actiniidae. Inga underarter finns listade i Catalogue of Life.